# Ohradzany
Ohradzany (em húngaro: Göröginye) é um município da Eslováquia, situado no distrito de Humenné, na região de Prešov. Tem 11,99 km² de área e sua população em 2018 foi estimada em 634 habitantes.

## Demografia
| Ano:        | 1994 | 2004   | 2014   | 2024   |
| ----------- | ---- | ------ | ------ | ------ |
| Broj ljudi: | 594  | 619    | 643    | 614    |
| Razlika:    |      | +4,20% | +3,87% | -4,51% |

| Ano:               | 2023 | 2024   |
| ------------------ | ---- | ------ |
| Número de pessoas: | 615  | 614    |
| Diferença:         |      | -0,16% |